# Volontà

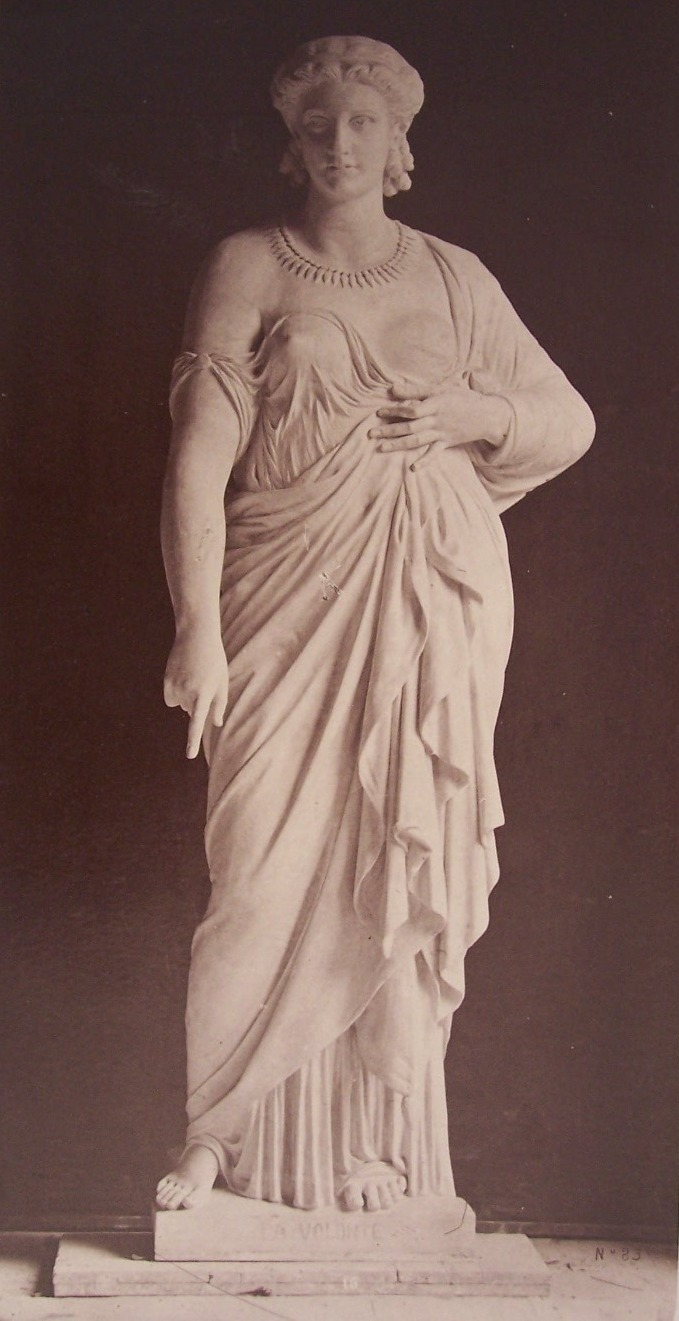
La Volontà, statua dello scultore francese Louis-Charles Janson per l'Opéra di Parigi (1875)

La volontà è la determinazione fattiva e intenzionale di una persona ad intraprendere una o più azioni volte al raggiungimento di uno scopo preciso.
La volontà consiste quindi nella forza di spirito diretta dall'essere umano verso il fine, o i fini, che egli si propone di realizzare nella sua vita, o anche solamente nel potere impiegato nelle sue azioni semplici e quotidiane. 
Esempi di volontà possono essere il desiderio di lasciare un'eredità ai figli e/o ai parenti, o il proposito di comprare una casa. Generalmente la volontà rappresenta la facoltà di una persona di scegliere e raggiungere con sufficiente convinzione un dato obiettivo. Da un punto di vista esclusivo, la volontà di una persona è la sua capacità di non farsi condizionare dalle altre persone. In questo senso, la volontà si può accomunare alla parola assertività.

## Questioni filosofiche
Quello di volontà è un concetto fondamentale e a lungo dibattuto nell'ambito della filosofia, in quanto inestricabilmente legato all'interpretazione dei concetti di libertà e virtù. Particolarmente problematico è poi il suo rapporto con le interpretazioni meccanicistiche del mondo: se l'uomo sia capace di atti volitivi che, in quanto tali, rompono il meccanicismo della realtà, o se invece la sua volontà sia determinata dalle leggi che regolano l'universo, e sia quindi snaturata e priva di ogni valore morale. Sono qui evidenti i rapporti col concetto di libertà.

### La concezione intellettualistica dei Greci

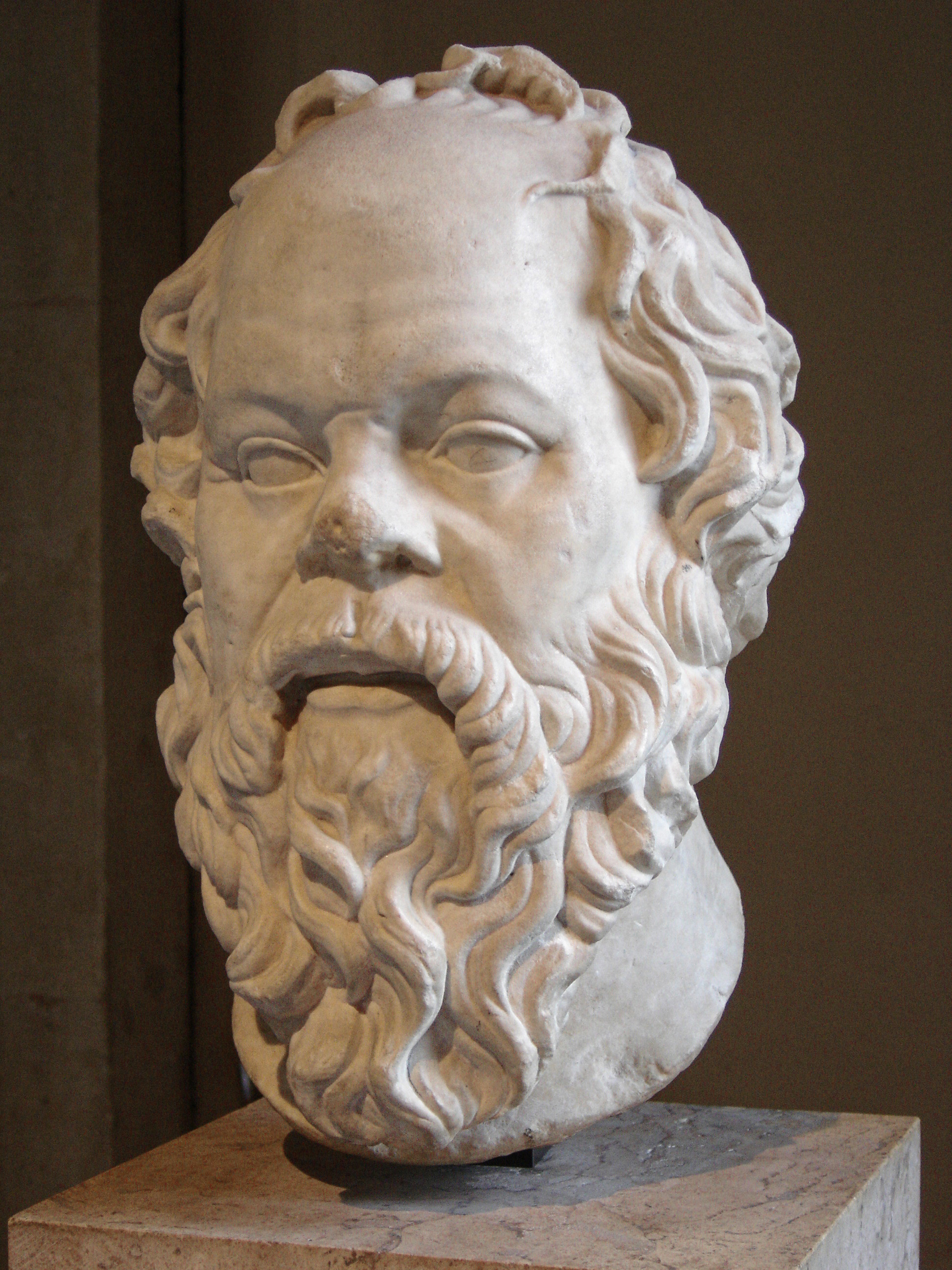
Socrate

Una visione intellettualistica della volontà, condizionata dal sapere, era nelle tesi di Socrate basate sul principio della naturale attrazione verso il Bene e dell'involontarietà del male: l'uomo per sua natura è orientato a scegliere ciò che è bene per lui. La virtù è scienza, e consiste nel dominio di sé e nella capacità di dare ascolto alle esigenze dell'anima. Se non si fa il Bene, è perché non lo si conosce.
Il male quindi non dipende da una libera volontà, ma è la conseguenza dell'ignoranza umana che scambia il male per bene, proiettando quest'ultimo sui piaceri o su qualità esteriori.
Platone approfondì quest'aspetto dell'etica socratica, in particolare nel Gorgia e nel Filebo.
Nel mito della Caverna egli sosteneva come la volontà abbia quale unico suo oggetto il Bene, dato che il male è un semplice non-essere. Non si può scegliere ciò che non è: di qui la contrapposizione tra la volontà attiva dei pochi che si volgono verso il mondo delle idee, spinti dal desiderio dell'eros, e la passività di coloro che rimangono relegati nell'antro della caverna, schiavi dell'ignoranza.
Anche per Aristotele un'azione volontaria e libera è quella che nasce dall'individuo e non da condizionanti fattori esterni, purché sia predisposta dal soggetto con un'adeguata conoscenza di tutte le circostanze particolari che contornano la scelta: tanto più accurata sarà questa indagine tanto più libera sarà la scelta corrispondente.
Nello stoicismo è centrale il tema della volontà del saggio che aderisce perfettamente al suo dovere (kathèkon), obbedendo a una forza che non agisce esteriormente su di lui, bensì dall'interno. Siccome tutto avviene secondo necessità, la volontà consiste nell'accettare con favore il destino, qualunque esso sia, altrimenti si è comunque destinati a farsi trascinare da esso contro voglia. Il dovere stoico non è quindi da intendersi come un esercizio forzato di vita, ma sempre come il risultato di una libera scelta, effettuata in conformità con le leggi del Lògos. E poiché il Bene consiste appunto nel vivere secondo ragione, il male è solo ciò che in apparenza vi si oppone.
Plotino, rifacendosi a Platone, sostenne analogamente che il male non ha consistenza, essendo soltanto una privazione del Bene che è l'Uno assoluto. La volontà umana consiste quindi nella capacità di ritornare all'origine indifferenziata del tutto attraverso l'estasi, la quale però non può essere mai il risultato di un'azione pianificata o deliberata. Si ha infatti in Plotino la rivalutazione del procedere inconscio, dato che il pensiero cosciente e puramente logico non è sufficiente. Lo stesso Uno genera da sé i livelli spirituali a lui inferiori non in vista di uno scopo finale, ma in una maniera non razionalizzabile, poiché l'attività giustificatrice della ragione prende ad agire solo ad un certo punto della discesa in poi.

### Il volontarismo del Cristianesimo
Il concetto di volontà divenne centrale nel pensiero cristiano per la sua stretta relazione con i concetti di peccato e virtù: si pensi alla difficoltà di definire o concepire una colpa in assenza della possibilità di determinare le proprie azioni. La teologia cristiana accentuò l'aspetto volontaristico del neoplatonismo, a scapito di quello intellettualistico, riprendendo ad esempio da Plotino il concetto dell'origine imperscrutabile della volontà divina, ma attribuendovi decisamente il connotato di Persona, come soggetto che agisce intenzionalmente in vista di un fine.
La buona volontà, e non più la razionalità, è quella che consente di volgersi alla realizzazione del Bene. Ma non è possibile raggiungere quest'ultimo senza l'intervento divino elargitore della grazia, mezzo essenziale di liberazione dell'uomo. La volontà non potrebbe indirizzarsi al bene, corrotta com'è dalla schiavitù delle passioni corporee, se non ci fosse la rinascita dell'uomo operata da Cristo.

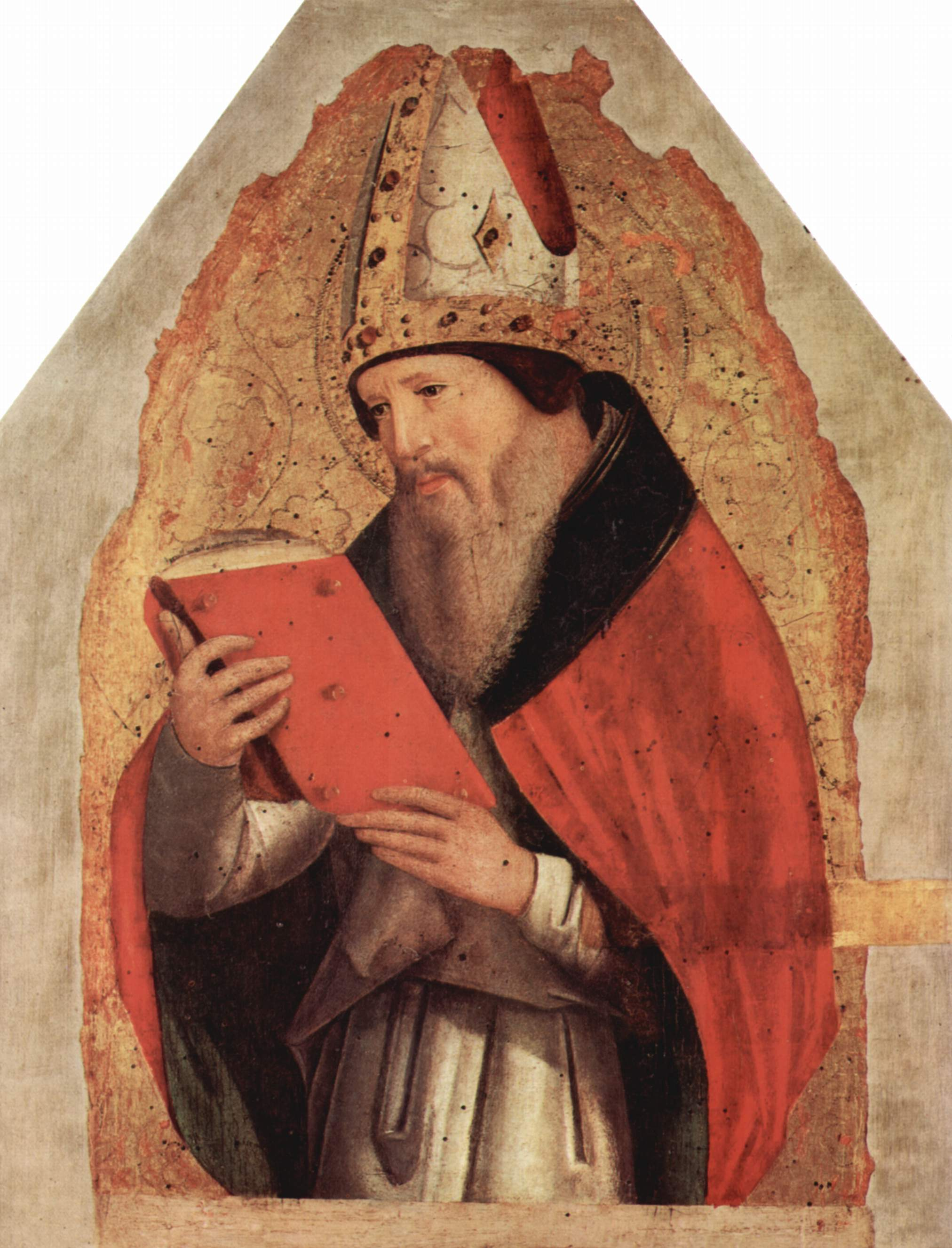
Agostino d'Ippona.

Permase tuttavia l'aspetto conoscitivo della volontà, che si verifica attraverso un'illuminazione dell'intelletto per opera dello Spirito Santo. Volontà e conoscenza rimasero così per Agostino indissolubilmente legati: non si può credere senza capire, e non si può capire senza credere. La virtù che ne scaturisce divenne così la volontà di aderire al disegno divino.

#### Agostino contro Pelagio
In polemica contro Pelagio, Agostino aggiunse che la volontà umana è stata irrimediabilmente corrotta dal peccato originale, che ha inficiato la nostra capacità di compiere delle scelte, e quindi la nostra stessa libertà. A causa del peccato originale nessun uomo sarebbe degno della salvezza, ma Dio può scegliere in anticipo chi salvare, illuminandolo su cosa è bene, e infondendogli anche la volontà effettiva di perseguirlo, volontà che altrimenti sarebbe facile preda delle tentazioni malvagie. Ciò non toglie che l'uomo possegga un libero arbitrio, ossia la capacità razionale di scegliere tra il bene e il male, ma senza l'intervento divino una tale scelta non avrebbe alcuna efficacia realizzativa, sarebbe cioè preda di inerzia o arrendevolezza.
Il conflitto tra la scelta operata dal libero arbitrio e l'impossibilità di attuarla secondo libertà denota una condizione di duplicità della volontà: non si tratta di un disaccordo tra la volontà e l'intelletto, né tra due principi contrapposti in forma manichea, bensì di un conflitto tutto interno alla volontà, che è come dilaniata: sente di volere, ma non completamente, e quindi in un certo senso vorrebbe volere.
(Agostino, Confessioni, VIII, 9, 21; Opera Omnia di Sant'Agostino, a cura della «Nuova Biblioteca Agostiniana» (abbreviata in NBA), I, p. 240, Roma, Città Nuova, 1965 ss.)

#### Intelletto e volontà nella Scolastica

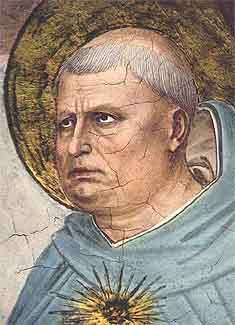
Tommaso d'Aquino.

Il connubio tra intelletto e volontà permase nelle opere di Scoto Eriugena, e soprattutto di Tommaso d'Aquino, secondo cui il libero arbitrio non è in contraddizione con la predestinazione alla salvezza, poiché la libertà umana e l'azione divina della Grazia tendono ad unico fine, ed hanno una medesima causa, cioè Dio. Tommaso, come Bonaventura da Bagnoregio, sostenne inoltre che l'uomo ha sinderesi, ovvero la naturale disposizione e tendenza al bene e alla conoscenza di tale bene. Per Bonaventura tuttavia la volontà ha il primato sull'intelletto.
All'interno della scuola francescana di cui Bonaventura era stato il capostipite, Duns Scoto si spinse più in là, diventando assertore della dottrina del volontarismo, secondo cui Dio sarebbe animato da una volontà incomprensibile e arbitraria, in gran parte slegata da criteri razionali che altrimenti ne limiterebbero la libertà d'azione. Questa posizione ebbe come conseguenza un crescente fideismo, ossia una fiducia cieca in Dio, non motivata da argomenti.
Al fideismo aderì il francescano Guglielmo di Ockham, esponente della corrente nominalista, il quale radicalizzò la teologia di Scoto, affermando che Dio non ha creato il mondo per «intelletto e volontà» come sosteneva Tommaso d'Aquino, ma per sola volontà, e dunque in modo arbitrario, senza né regole né leggi. Come Dio, anche l'essere umano è del tutto libero, e solo questa libertà può fondare la moralità dell'uomo, la cui salvezza però non è frutto della predestinazione, né delle sue opere. È soltanto la volontà di Dio che determina, in modo del tutto inconoscibile, il destino del singolo essere umano.

#### Le dispute tra Lutero, Erasmo, Calvino

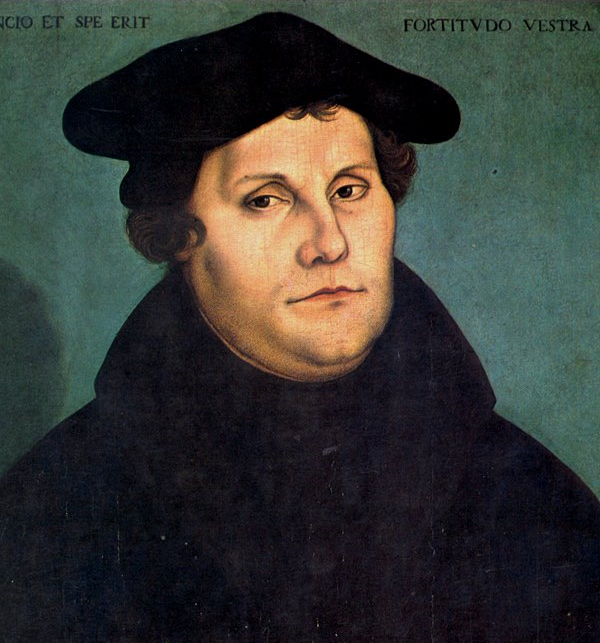
Martin Lutero.

Con l'avvento della Riforma, Martin Lutero fece propria la teoria della predestinazione negando alla radice l'esistenza del libero arbitrio: non è la buona volontà che consente all'uomo di salvarsi, ma solo la fede, infusa dalla grazia divina. È solo Dio, quello absconditus della tradizione occamista, a spingerlo in direzione della dannazione o della salvezza.
(Lutero, De servo arbitrio)
Alla dottrina del servo arbitrio invano Erasmo da Rotterdam replicò che il libero arbitrio è stato sì viziato ma non distrutto completamente dal peccato originale, e che senza un minimo di libertà da parte dell'uomo la giustizia e la misericordia divina diventano prive di significato.
Alla concezione volontaristica di Dio aderì tra gli altri Giovanni Calvino, che radicalizzò il concetto di predestinazione fino a interpretarlo in un senso rigorosamente determinista. È la Provvidenza a guidare gli uomini, indipendentemente dai loro meriti, sulla base della prescienza e onnipotenza divina. L'uomo tuttavia può ricevere alcuni "segni" del proprio destino ultraterreno in base al successo o meno ottenuto nella propria vita politica ed economica.

#### La dottrina molinista e giansenista
Anche all'interno della Chiesa cattolica, che pure si era schierata contro le tesi di Lutero e Calvino, iniziarono una serie di dispute sul concetto di volontà. Secondo Luis de Molina la salvezza era sempre possibile per l'uomo dotato di buona volontà. Egli sostenne che:
- la prescienza di Dio e la libera volontà umana sono compatibili, poiché Dio può ben prevedere nella sua onnipotenza la futura adesione dell'uomo alla grazia da lui elargita;
- questo piano di salvezza si attua per una valenza positiva attribuita alla volontà umana, in quanto neppure il peccato originale ha spento l'aspirazione dell'uomo alla salvezza.

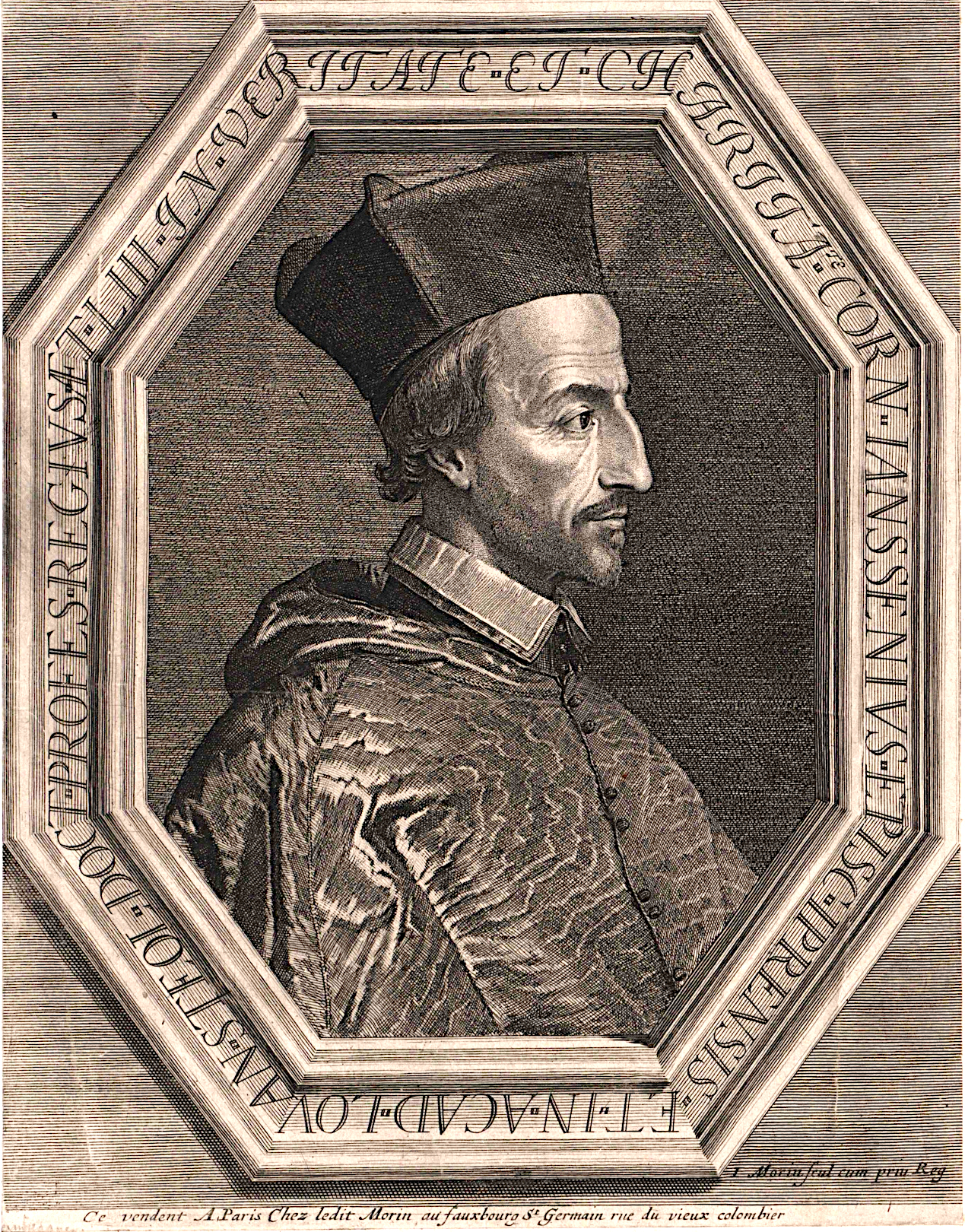
Giansenio

A lui si contrappose Giansenio, fautore di un ritorno ad Agostino: secondo Giansenio l'uomo è corrotto dalla concupiscenza, per cui senza la grazia è destinato a peccare e compiere il male; questa corruzione viene trasmessa ereditariamente. Il punto centrale del sistema di Agostino risiedeva per i giansenisti nella differenza essenziale tra il governo divino della grazia prima e dopo la caduta di Adamo. All'atto della creazione Dio avrebbe dotato l'uomo di piena libertà e della «grazia sufficiente», ma questi l'aveva persa con il peccato originale. Allora Dio avrebbe deciso di donare, attraverso la morte e resurrezione di Cristo, una «grazia efficace» agli uomini da lui predestinati, resi giusti dalla fede e dalle opere.
Le divergenze tra le due posizioni, che diedero vita a una disputa tra i religiosi di Port-Royal e i gesuiti molinisti, saranno risolte con il formulario Regiminis apostolicis del 1665.

### La concezione del pensiero moderno
Nell'ambito della concezione religiosa della libertà il pensiero moderno ha assunto una visione razionalista con Cartesio che, identificando la volontà con la libertà, concepiva quest'ultima in senso intellettuale come scelta impegnativa di cercare la verità tramite il dubbio. Una cattiva volontà è ciò che può essere di ostacolo in questa ricerca e causa l'insorgere degli errori.
Mentre però Cartesio si arenò nella duplice accezione di res cogitans e res extensa, attribuendo assoluta volontà alla prima e passività meccanica alla seconda, Spinoza si propose di conciliarle in un'unica sostanza, riprendendo il tema stoico di un Dio immanente alla Natura, dove tutto avviene secondo necessità. La libera volontà dell'uomo dunque non è altro che la capacità di accettare la legge universale ineluttabile che domina l'universo.

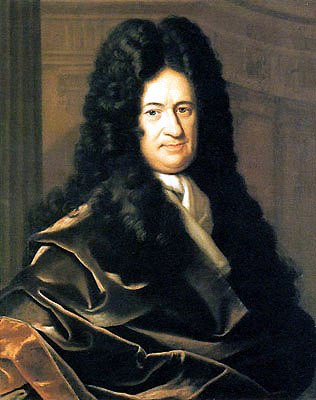
Leibniz.

#### Leibniz
Leibniz accettò l'idea della volontà come semplice autonomia dell'uomo, ossia accettazione di una legge che egli stesso riconosce come tale, ma cercando di conciliarla con la concezione cristiana della libertà individuale e della conseguente responsabilità. Egli ricorse pertanto al concetto di monade, ossia "centro di forza" dotato di una propria volontà, che sussiste insieme ad altre infinite monadi, tutte inserite in un quadro di armonia prestabilita, la quale però non è dominata da una razionalità rigidamente meccanica. Si tratta di una razionalità superiore, voluta da Dio per un'esigenza di moralità, da comprendere in un'ottica finalistica, nella quale anche il male trova la sua giustificazione: come elemento che nonostante tutto concorre al bene e che all'infinito si risolve in quest'ultimo.

#### Da Kant a Hegel

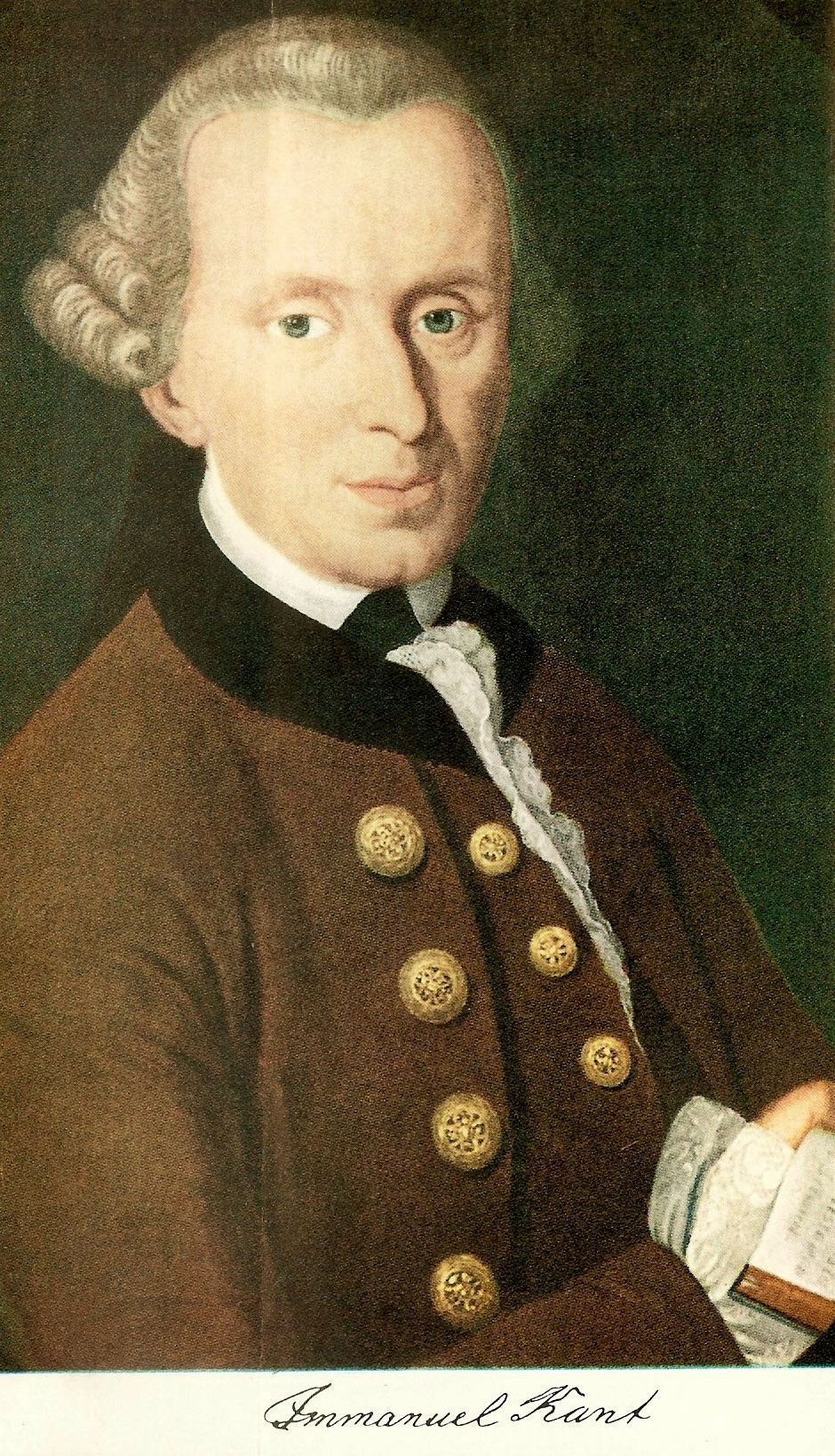
Kant.

Per Kant la volontà è lo strumento che ci permette di agire, obbedendo sia agli imperativi ipotetici (in vista di un obiettivo), sia a quelli categorici, dettati unicamente dalla legge morale. Solo nel caso degli imperativi categorici la volontà è pura, perché in tal caso non comanda alcunché di particolare: essa è formale, cioè prescrive solo come la volontà debba atteggiarsi, non quali singoli atti deve compiere.
In un mondo dominato dalle leggi deterministiche della natura (fenomeni), la volontà morale è ciò che rende possibile la libertà, perché obbedisce ad un comando che essa stessa si è liberamente dato, non certo in maniera arbitraria, bensì conformemente alla sua natura razionale (noumeno). Essa però non comanda il "Bene": per Kant l'unica cosa buona è la volontà intrinsecamente buona.
Riprendendo il Kant della Critica del Giudizio, Fichte e Schelling esaltarono la volontà come assoluta attività dell'Io, o dello Spirito, in contrapposizione alla passività del non-io, o della Natura, nell'ottica però di un rapporto dialettico che si risolve nella supremazia dell'etica per il primo, o dell'arte per il secondo.
Per Hegel invece un tale rapporto si risolve nella supremazia della Ragione dialettica stessa, dando adito alle critiche di chi, come Schelling, sostenne l'impossibilità di ricondurre un libero atto di volontà entro il rigido schema razionale della dialettica.

### Schopenhauer e Nietzsche

Schopenhauer

Il tema della volontà è centrale nel pensiero di Schopenhauer, il quale, riprendendo Kant, sostenne che l'essenza del noumeno è proprio la volontà. In polemica contro Hegel, secondo Schopenhauer la natura e il mondo non hanno un'origine razionale, ma nascono da un istinto irrazionale di vita, da una pulsione informe e incontrollata che è appunto volontà. Non c'è dunque spazio per l'ottimismo della ragione, dal momento che questa volontà di vivere sfrenata e arbitraria è causa di sofferenza. Da questa se ne esce attraverso la sublimazione e la presa di coscienza che il mondo è l'oggettivazione della volontà, cioè è una mia stessa rappresentazione, fenomenica e illusoria (velo di Maya): concetto di origine orientale e in parte neoplatonica, che si traduce nel desiderio della vita stessa (eros) di diventare finalmente consapevole di sé; questa consapevolezza coincide con l'auto-negazione della volontà e permette così di uscire dal ciclo insensato dei desideri, morti e rinascite.
A differenza di Schopenhauer, Nietzsche esaltava questa volontà di vivere sfrenata e irrazionale, ponendo in primo piano il valore dell'aspetto vitale e "dionisiaco" dell'essere umano, in contrapposizione a quello riflessivo e "apollineo". Solo dalla volontà di potenza, cioè dalla volontà che vuole se stessa e il proprio accrescimento senza sosta, nasce la possibilità infinita del rinnovamento e della vita. La rigidità della ragione, viceversa, che costringe la realtà dentro uno schema, è una non-volontà, alleata della morte perché nega la possibilità del cambiamento che è l'essenza del vivere. La volontà di potenza pertanto non si afferma come desiderio concreto di uno o più oggetti specifici, ma come il meccanismo stesso del desiderio nel suo funzionamento incessante: soffermarsi sulle forme che essa produce sarebbe morire, e quindi deve ogni volta paradossalmente negarle per potersi riaffermare di nuovo, in una continua oscillazione.

## Questioni sociologiche
Nel campo della sociologia, Ferdinand Tönnies ha proposto una «teoria della volontà» che distingue due diverse forme di volontà: una basata sulla natura, cioè sul sentimento di appartenenza e sulla partecipazione spontanea alla comunità (Wesenwillen); l'altra costruita artificialmente, fondata essenzialmente sulla convenienza e sullo scambio economico, da cui deriva la moderna società post-industriale (Kürwillen). Questa concezione sociologica influenzò anche i filosofi Paul Barth, Dimitrie Gusti e George Jacoby.

## Lessico e modi di dire
Frasi fatte e combinazioni di parole di uso frequente della parola volontà sono: «le ultime volontà», riferita in genere alle decisioni prese in punto di morte; «volontà di ferro», a indicarne l'energica fermezza e costanza.
Tipica di Vittorio Alfieri è il motto «volli, sempre volli, fortissimamente volli», con la quale il drammaturgo settecentesco spronava se stesso a studiare ininterrottamente facendosi legare alla sedia per poter acquisire una valida cultura classica a partire dai ventisette anni.